# ルイス・デ・ナルバエス
ルイス・デ・ナルバエス（Luis de Narváez, 1500年ごろ - 1555年から1560年の間）はスペインの作曲家。第一に声楽ポリフォニー、第二にビウエラの作曲家であったが、しかしながら今日では、ビウエラの作曲家としての知名度が段違いに強い。
『ビウエラ曲集（Los seys libros del Delphin de música de cifra para tañer vihuelá）』（全6巻）は1538年にバリャドリッドで出版された。この曲集は、声楽ポリフォニーの器楽曲への編曲だけでなく、イタリア音楽を模範にした大多数のファンタジアが含まれており、次世代のディフェレンシアス（歌謡主題に基づく変奏曲）の発展に有力な影響を及ぼした。
ナルバエスは当初はカルロス1世ならびにレオンの司令官フランシスコ・デ・ロス・コボスの秘書官として奉職し、ナルバエスの出版作品は後者に献呈されている。1548年からフェリペ2世の宮廷に仕えた。
ナルバエスの最も有名な作品は、「皇帝の歌（La Canción del Emperador）」ことジョスカンのシャンソン《千々の悲しみ（Mille regretz）》に基づくディフェレンシアスと、ビウエラ伴奏歌曲《Paseavase el rey Moro》である。数々のモテットのうち2曲が、1539年と1543年にフランスのリヨンで出版されている。
19世紀になって、途絶えていたビウエラの製造技術と演奏技術が復興されてから、エミリオ・プジョル（エミリオ・プホル）は2巻のナルバエス作品集を校訂し（1945年）、これを権威ある叢書『スペイン音楽大全（Monumentos de la música española）』の一部として出版した。